# Чемпіонат Європи з легкої атлетики серед юніорів 2017
Чемпіонат Європи з легкої атлетики серед юніорів 2017 був проведений 20—23 липня у Гроссето на Олімпійському стадіоні імені Карло Дзеккіні.
До змагань допускалися спортсмени 1998 року народження та молодші.

## Призери

### Чоловіки
| Дисципліни                     | Золото | Золото   | Срібло                                                                                                | Срібло   | Бронза                                                                                            | Бронза   |
| ------------------------------ | --- | -------- | --- | -------- | ------------------------------------------------------------------------------------------------- | -------- |
| 100 метрів                     | Філіппо Торту Італія                                                                                                | 10,14    | Самуель Пурола Фінляндія                                                                              | 10,79    | Олівер Бромбі Велика Британія                                                                     | 10,88    |
| 200 метрів                     | Тобі Гарріс Велика Британія                                                                                         | 20,81    | Джона Ефолоко Велика Британія                                                                         | 20,92    | Самуель Пурола Фінляндія                                                                          | 21,00    |
| 400 метрів                     | Владімір Ачеті Італія                                                                                               | 45,92    | Тімотеуш Зімний Польща                                                                                | 46,04у   | Йонатан Сакор Бельгія                                                                             | 46,23    |
| 800 метрів                     | Маріно Блоудек Хорватія                                                                                             | 1.48,70  | Маркхім Лонсдейл Велика Британія                                                                      | 1.48,82  | Джон Фіцсімонс Ірландія                                                                           | 1.49,15  |
| 1500 метрів                    | Джейк Гейворд Велика Британія                                                                                       | 3.56,73  | Дріс де Смет Бельгія                                                                                  | 3.56,98  | Адріан Бен Іспанія                                                                                | 3.57,32  |
| 5000 метрів                    | Якоб Інгебрігтсен Норвегія                                                                                          | 14.41,67 | Таріку Новалес Іспанія                                                                                | 14.44,66 | Дорін Русу Румунія                                                                                | 14.46,07 |
| 10000 метрів                   | Дорін Русу Румунія                                                                                                  | 31.08,86 | Сергій Полікарпенко Італія                                                                            | 31.10,85 | Сезгін Атач Туреччина                                                                             | 31.12,18 |
| 110 метрів з бар'єрами (99 см) | Джейсон Джозеф Швейцарія                                                                                            | 13,41    | Роберт Сакала Велика Британія                                                                         | 13,48    | Луїс Салорт Іспанія                                                                               | 13,48    |
| 400 метрів з бар'єрами         | Вільфрід Апйо Франція                                                                                               | 49,93    | Алессандро Сабіліо Італія                                                                             | 50,34    | Давід Хосе Пінеда Іспанія                                                                         | 50,41    |
| 3000 метрів з перешкодами      | Якоб Інгебрігтсен Норвегія                                                                                          | 8.50,00  | Алексіс Фелю Франція                                                                                  | 8.53,73  | Луїс Жилавер Франція                                                                              | 8.57,12  |
| 4×100 метрів                   | НімеччинаМіло Скупін-Альфа Томас Бартель Джонатан Пецке Еммануель Штубікан                                          | 39,48    | ІталіяАндрей Златан Ніколас Артусо Маріо Марчей Філіппо Торту                                         | 39,50    | ІспаніяХав'єр Трояно Поль Ретамаль Даніель Амброс Серхіо Лопес Мануель де Ніколас (забіг)         | 39,59    |
| 4×400 метрів                   | ІталіяВладімір Ачеті Едоардо Скотті Клаудіо Гетья Алессандро Сібіліо Альберто Нарді (забіг) Мікеле де Берті (забіг) | 3.03,65  | ФранціяФабрісіо Саїді Тео Андан Ліджі Мбає Вільфрід Апйо Лоренцо Омарі (забіг) Режіс Дюрремер (забіг) | 3.04,22  | ПольщаМатеуш Жезничак Антоній Валіцький Мацей Голуб Тімотеуш Зімний Себастьян Якубовський (забіг) | 3.05,24  |
| Ходьба 10000 метрів            | Сергій Широбоков Допущені нейтральні атлети                                                                         | 43.21,29 | Хосе Мануель Перес Іспанія                                                                            | 44.17,23 | Едуард Забуженко Україна                                                                          | 44.22,16 |
| Стрибки у висоту               | Максим Недосеков Білорусь                                                                                           | 2,33     | Дмитро Нікітін Україна                                                                                | 2,28     | Том Гейл Велика Британія                                                                          | 2,28     |
| Стрибки з жердиною             | Арман Дюплантіс Швеція                                                                                              | 5,65     | Бо Канда Літа-Бере Німеччина                                                                          | 5,45     | Ромен Гавійон Франція                                                                             | 5,35     |
| Стрибки в довжину              | Мільтіадіс Тентоглу Греція                                                                                          | 8,07     | Якуб Анджейчак Польща                                                                                 | 8,02     | Ектор Сантос Іспанія                                                                              | 7,96     |
| Потрійний стрибок              | Мартен Ламу Франція                                                                                                 | 16,97    | Андреа Даллавалле Італія                                                                              | 16,87    | Мельвін Раффен Франція                                                                            | 16,82    |
| Штовхання ядра (6 кг)          | Маркус Томсен Норвегія                                                                                              | 21,36    | Шимон Мазур Польща                                                                                    | 20,70    | Одіссей Музенідіс Греція                                                                          | 20,67    |
| Метання диска (1,75 кг)        | Оскар Стахнік Польща                                                                                                | 61,00    | Гліб Жук Білорусь                                                                                     | 60,17    | Джордж Еванс Велика Британія                                                                      | 60,08    |
| Метання молота (6 кг)          | Гліб Піскунов Україна                                                                                               | 81,75    | Олександр Шиманович Білорусь                                                                          | 77,74    | Данієль Раба Угорщина                                                                             | 75,95    |
| Метання списа                  | Ципріан Мжиглуд Польща                                                                                              | 80,52    | Олексій Котковець Білорусь                                                                            | 76,91    | Лукас Мутард Франція                                                                              | 74,22    |
| Десятиборство (юніорське)      | Ніклас Кауль Німеччина                                                                                              | 8435     | Йоганнес Ерм Естонія                                                                                  | 8141     | Карел Тілга Естонія                                                                               | 8002     |

### Жінки
| Дисципліни                | Золото                                                                                | Золото   | Срібло                                                                                | Срібло   | Бронза | Бронза   |
| ------------------------- | ------------------------------------------------------------------------------------- | -------- | ------------------------------------------------------------------------------------- | -------- | --- | -------- |
| 100 метрів                | Джина Акпе-Мозес Ірландія                                                             | 11,71    | Кешія Квадво Німеччина                                                                | 11,75    | Інгвільд Мейнсет Норвегія                                                                                    | 11,77    |
| 200 метрів                | Майя Бруні Велика Британія                                                            | 23,04    | Софія Юнк Німеччина                                                                   | 23,45    | Катрін Фем Німеччина                                                                                         | 23,49    |
| 400 метрів                | Анастасія Бризгіна Україна                                                            | 52,01    | Андреа Міклос Румунія                                                                 | 52,31    | Ханна Вільямс Велика Британія                                                                                | 52,55    |
| 800 метрів                | Хахіса Мланга Велика Британія                                                         | 2.06,96  | Еллі Бейкер Велика Британія                                                           | 2.07,01  | Габріела Гаянова Словаччина                                                                                  | 2.07,15  |
| 1500 метрів               | Амелія Кірк Велика Британія                                                           | 4.13,25  | Ліліана Георгієва Болгарія                                                            | 4.16,73  | Гарріет Ноулз-Джонс Велика Британія                                                                          | 4.17,53  |
| 3000 метрів               | Делія Склабас Швейцарія                                                               | 9.10,13  | Матільда Сенешаль Франція                                                             | 9.20,05  | Надя Баттоклетті Італія                                                                                      | 9.24,01  |
| 5000 метрів               | Міріам Даттке Німеччина                                                               | 16.39,81 | Флор Дорнвард Нідерланди                                                              | 16.41,71 | Роман Мічевич Сербія                                                                                         | 16.57,74 |
| 100 метрів з бар'єрами    | Солен Ндама Франція                                                                   | 13,15    | Алісіа Барретт Велика Британія                                                        | 13,28    | Клаудія Сицяж Польща                                                                                         | 13,33    |
| 400 метрів з бар'єрами    | Ясмін Жиже Швейцарія                                                                  | 55,90    | Агата Зупін Словенія                                                                  | 55,96    | Війві Лехікойнен Фінляндія                                                                                   | 56,49    |
| 3000 метрів з перешкодами | Ліза Ед Німеччина                                                                     | 10.00,79 | Тетяна Шабанова Білорусь                                                              | 10.03,32 | Гюльназ Ускун Туреччина                                                                                      | 10.19,44 |
| 4×100 метрів              | НімеччинаКетрін Фем Кешія Квадво Софія Юнк Дженіфер Монтанг                           | 43,96    | ФранціяЕлоїз де ла Тай Сара Мінжас Естель Раффе Марін Міньйон Флор-Жюлі Кракр (забіг) | 44,06    | Велика БританіяЕбоні Керр Аліша Рісс Майя Бруні Олівія Околі Ханна Браєр (забіг) Джаз Кроуфорд (забіг)       | 44,07    |
| 4×400 метрів              | УкраїнаІванна Аврамчук Коба Джойс Ірина Марчак Анастасія Бризгіна Олена Радюк (забіг) | 3.32,82  | НімеччинаВанесса Анітеє Майке Герлах Аліса Шмідт Корінна Шваб Елена Келеті (забіг)    | 3.33,08  | Велика БританіяМайр Едвардс Майя Бруні Елла Барретт Ханна Вільямс Джилл Черрі (забіг) Голлі Макартур (забіг) | 3.33,68  |
| Ходьба 10000 метрів       | Яна Смердова Допущені нейтральні атлети                                               | 47.19,69 | Тереза Цурек Німеччина                                                                | 47.33,20 | Мер'єм Бекмез Туреччина                                                                                      | 48.33,88 |
| Стрибки у висоту          | Міхаела Грубая Чехія                                                                  | 1,93     | Каріна Таранда Білорусь                                                               | 1,87     | Майя Нільссон Швеція                                                                                         | 1,85     |
| Стрибки з жердиною        | Ліза Гуннарссон Швеція                                                                | 4,40     | Моллі Кодері Велика Британія                                                          | 4,35     | Вілма Мурто Фінляндія                                                                                        | 4,15     |
| Стрибки в довжину         | Міліца Гардашевич Сербія                                                              | 6,46     | Табеа Христ Німеччина                                                                 | 6,41     | Кайза Карлен Швеція                                                                                          | 6,32     |
| Потрійний стрибок         | Віолетта Скворцова Білорусь                                                           | 14,21    | Ільойніс Гійом Франція                                                                | 13,97    | Наомі Огбета Велика Британія                                                                                 | 13,68    |
| Штовхання ядра            | Юлія Ріттер Німеччина                                                                 | 17,24    | Йорінде ван Клінкен Нідерланди                                                        | 16,89    | Анна Недбала Польща                                                                                          | 16,32    |
| Метання диска             | Олександра Ємельянова Молдова                                                         | 56,38    | Кароліна Урбан Польща                                                                 | 53,88    | Крістіна Ракочевич Чорногорія                                                                                | 53,56    |
| Метання молота            | Катерина Скипалова Чехія                                                              | 64,78    | Єва Мустафіч Хорватія                                                                 | 63,09    | Мікаела Волш Ірландія                                                                                        | 61,27    |
| Метання списа             | Ніколь Табачкова Чехія                                                                | 55,10    | Кароліна Віска Італія                                                                 | 53,65    | Еліна Кіннунен Фінляндія                                                                                     | 52,94    |
| Семиборство               | Аліна Шух Україна                                                                     | 6381     | Джеральдін Рукштуль Швейцарія                                                         | 6357     | Сара Лаггер Австрія                                                                                          | 6083     |

## Медальний залік
| Місце                | Країна                     | Золото | Срібло | Бронза | Загалом |
| -------------------- | -------------------------- | ------ | ------ | ------ | ------- |
| 1                    | Німеччина                  | 5      | 7      | 1      | 13      |
| 2                    | Велика Британія            | 5      | 6      | 8      | 19      |
| 3                    | Україна                    | 4      | 1      | 1      | 6       |
| 4                    | Франція                    | 3      | 5      | 4      | 12      |
| 5                    | Італія                     | 3      | 5      | 1      | 9       |
| 6                    | Швейцарія                  | 3      | 1      | 0      | 4       |
| 7                    | Норвегія                   | 3      | 0      | 1      | 4       |
| 8                    | Чехія                      | 3      | 0      | 0      | 3       |
| 9                    | Білорусь                   | 2      | 5      | 0      | 7       |
| 10                   | Польща                     | 2      | 4      | 3      | 9       |
| 11                   | Швеція                     | 2      | 0      | 2      | 4       |
| 12                   | Допущені нейтральні атлети | 2      | 0      | 0      | 2       |
| 13                   | Нідерланди                 | 1      | 1      | 1      | 3       |
| 13                   | Румунія                    | 1      | 1      | 1      | 3       |
| 15                   | Хорватія                   | 1      | 1      | 0      | 2       |
| 16                   | Ірландія                   | 1      | 0      | 2      | 3       |
| 17                   | Греція                     | 1      | 0      | 1      | 2       |
| 18                   | Молдова                    | 1      | 0      | 0      | 1       |
| 18                   | Сербія                     | 1      | 0      | 0      | 1       |
| 20                   | Іспанія                    | 0      | 2      | 5      | 7       |
| 21                   | Фінляндія                  | 0      | 1      | 4      | 5       |
| 22                   | Бельгія                    | 0      | 1      | 1      | 2       |
| 22                   | Естонія                    | 0      | 1      | 1      | 2       |
| 24                   | Болгарія                   | 0      | 1      | 0      | 1       |
| 24                   | Словенія                   | 0      | 1      | 0      | 1       |
| 26                   | Туреччина                  | 0      | 0      | 3      | 3       |
| 27                   | Австрія                    | 0      | 0      | 1      | 1       |
| 27                   | Словаччина                 | 0      | 0      | 1      | 1       |
| 27                   | Угорщина                   | 0      | 0      | 1      | 1       |
| 27                   | Чорногорія                 | 0      | 0      | 1      | 1       |
| Загалом (30 збірних) | Загалом (30 збірних)       | 44     | 44     | 44     | 132     |